# 沃祖兹河畔锡雷
沃祖兹河畔锡雷（法語：Cirey-sur-Vezouze，法語發音：[siʁɛ syʁ vəzuz]）是法国默尔特-摩泽尔省的一个市镇，位于该省东南部，属于吕内维尔区。

## 地理
沃祖兹河畔锡雷（48°34'51"N, 6°56'51"E）面积16.39 平方千米，位于法国大東部大區默尔特-摩泽尔省，该省份为法国东北部内陆省份，是洛林的一部分，北邻比利时、卢森堡，北起顺时针与摩泽尔省、下莱茵省、孚日省和默兹省接壤。
与沃祖兹河畔锡雷接壤的市镇（或旧市镇、城区）包括：贝尔特朗布瓦、弗雷蒙维尔、阿尔布埃、珀蒂蒙、唐孔维尔、瓦勒和沙蒂永。

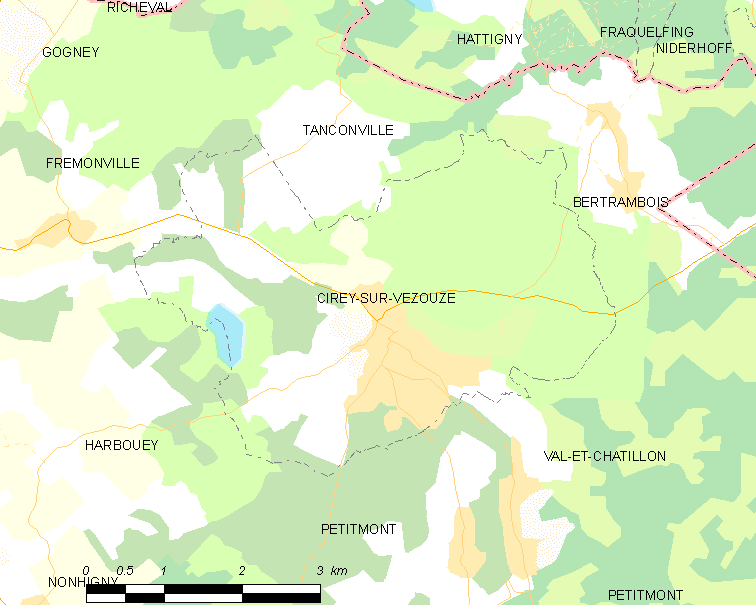
沃祖兹河畔锡雷的OSM定位图

沃祖兹河畔锡雷的时区为UTC+01:00、UTC+02:00（夏令时）。

## 行政
沃祖兹河畔锡雷的邮政编码为54480，INSEE市镇编码为54129。

## 政治
沃祖兹河畔锡雷所属的省级选区为巴卡拉县。

## 人口

1962-2008年间沃祖兹河畔锡雷人口变化图示

沃祖兹河畔锡雷于2022年1月1日时的人口数量为1579人。